# Чемпіонат світу з біатлону серед юніорів
Чемпіонат світу з біатлону серед юніорів — міжднародні біатлонні змагання, що проходять під егідою Міжнародного союзу біатлоністів (IBU).
Серед юніорів проводиться з 1967 року, з 1989 — у юніорок і з 2002 року — у юнаків та дівчат.
Чемпіонат світу сред юніорів включає два окремих заліки: серед юніорів та юніорок (вікові рамки: 19-21 рік на початок календарного року), а з 2002 року також серед юнаків та дівчат (молодше 19 років), хоча старт у обох вікових груп в деяких дисциплінах може бути спільним. Юніорський Чемпіонат світу з біатлону включає в себе змагання з таких дисциплін: індивідуальна гонка, спринт, гонка переслідування та естафета. Загалом розігрується 16 комплектів нагород.

## Історія чемпіонату
Перший Чемпіонат світу з біатлону серед юніорів пройшов в Альтенберзі, НДР. В його рамках було проведено індивідуальну гонка та естафету.